# Sydney (serie televisiva)
Sydney è una serie televisiva statunitense in 13 episodi trasmessi per la prima volta nel corso di una sola stagione nel 1990.
È una sitcom a sfondo investigativo incentrata sulle vicende di Sydney Kells, interpretata da Valerie Bertinelli, figlia di un poliziotto e investigatrice privata.

## Trama
Sydney Kells, figlia di un poliziotto, trasferisce la sua agenzia investigativa da New York nella sua città natale e ritorna presso la sua famiglia e dal suo iperprotettivo fratello Billy, un poliziotto novellino. Mentre si sforza di bilanciare la sua vita personale e professionale, intrattiene un rapporto con un avvocato, Matt Keating. Lei e la sua migliore amica Jill frequentano il bar gestito da Ray, vecchio collega e partner nella polizia di suo padre.

## Personaggi e interpreti

### Personaggi principali
- Sydney Kells (13 episodi, 1990), interpretata da Valerie Bertinelli.
- Billy Kells (13 episodi, 1990), interpretato da Matthew Perry.
- Matt Keating (13 episodi, 1990), interpretato da Craig Bierko.
- Ray (13 episodi, 1990), interpretato da Barney Martin.
- Jill (13 episodi, 1990), interpretata da Rebeccah Bush.
- Perry (13 episodi, 1990), interpretato da Perry Anzilotti.
- Cheezy (13 episodi, 1990), interpretato da Daniel Baldwin.

### Personaggi secondari
- Linda Kells (2 episodi, 1990), interpretata da Georgia Brown.
- Claire (2 episodi, 1990), interpretata da Jane Milmore.

## Produzione
La serie, ideata da Michael J. Wilson e Douglas Wyman, fu prodotta da Pamela Grant. La Bertinelli convinse l'allora marito Eddie Van Halen a concedere l'autorizzazione per la canzone dei Van Halen Finish What Ya Started, dall'album del 1988 OU812, utilizzata come sigla di apertura. Pat Harrington, Jr., apparso con Bertinelli nella sitcom della CBS One Day at a Time, appare da guest star come un investigatore privato rivale nel settimo episodio. Anche Billy Van Zandt e Jane Milmore, consulenti creativi della serie, fanno varie apparizioni.

### Registi
Tra i registi sono accreditati:
- Lee Shallat Chemel in 6 episodi (1990)
- Iris Dugow in 2 episodi (1990)
- Art Wolff in 2 episodi (1990)

### Sceneggiatori
Tra gli sceneggiatori sono accreditati:
- Maria A. Brown in 13 episodi (1990)
- Michael Wilson in 13 episodi (1990)

## Distribuzione
La serie fu trasmessa negli Stati Uniti dal 12 marzo 1990 al 25 giugno 1990 sulla rete televisiva CBS.

## Episodi
| Stagione       | Episodi | Prima TV USA |
| -------------- | ------- | ------------ |
| Prima stagione | 13      | 1990         |